# Cantón de Cajarc
El cantón de Cajarc era una división administrativa francesa, que estaba situada en el departamento de Lot y la región de Mediodía-Pirineos.

## Composición
El cantón estaba formado por catorce comunas:
- Cadrieu
- Cajarc
- Carayac
- Frontenac
- Gréalou
- Larnagol
- Larroque-Toirac
- Marcilhac-sur-Célé
- Montbrun
- Puyjourdes
- Saint-Chels
- Saint-Jean-de-Laur
- Saint-Pierre-Toirac
- Saint-Sulpice

## Supresión del cantón de Cajarc
En aplicación del Decreto n.º 2014-154 de 13 de febrero de 2014, el cantón de Cajarc fue suprimido el 22 de marzo de 2015 y sus 14 comunas pasaron a formar parte del nuevo cantón de Meseta y Valles.